# 동두천중앙중학교
동두천중앙중학교(東豆川中央中學校)는 경기도 동두천시 지행동 340번지에 있던 공립 중학교이다.

## 학교 연혁
- 1991년 7월 30일 : 동두천중앙중학교 설립인가(6학급)
- 1992년 3월 1일 초대 안국승 교장 부임
- 1992년 3월 2일 : 동두천중앙중학교 개교
- 1997년 김남호 교장 부임, 동두천중앙종합고등학교장이 겸임
- 2009년 2월 28일 : 폐교